# Massoulès
 Massoulès  es una población y comuna francesa, en la región de Aquitania, departamento de Lot y Garona, en el distrito de Villeneuve-sur-Lot y cantón de Penne-d'Agenais.

## Demografía
| 153 | 172 | 157 | 204 | 186 | 177 |
| Para los censos de 1962 a 1999 la población legal corresponde a la población sin duplicidades (Fuente: INSEE [Consultar]) |     |     |     |     |     |